# Helmsange
Helmsange är en ort i Luxemburg.   Den ligger i distriktet Luxemburg, i den centrala delen av landet, 5 kilometer norr om huvudstaden Luxemburg. Helmsange ligger 307 meter över havet och antalet invånare är 2 193.
Terrängen runt Helmsange är platt åt sydväst, men åt nordost är den kuperad.  Runt Helmsange är det mycket tätbefolkat, med 1 135 invånare per kvadratkilometer.. Närmaste större samhälle är Luxemburg, 4,6 kilometer söder om Helmsange. 
I omgivningarna runt Helmsange växer i huvudsak blandskog.